# 셸비 윌슨
셸비 오트리 윌슨(영어: Shelby Autrie Wilson, 1937년 7월 14일~)은 미국의 레슬링 선수로 1960년 하계 올림픽 자유형 라이트급에서 금메달을 획득했다. 은퇴 후에는 학교 등지에서 레슬링 코치로 활동했다.